# NGC 2614
NGC 2614 este o galaxie spirală situată în constelația Ursa Mare. A fost descoperită în 1 decembrie 1863 de către Heinrich Louis d'Arrest. Se află la o distanță de 51,1 de megaparseci de Pământ.